# Hidalgotitlán
Hidalgotitlán es una población en la Región Olmeca del estado de Veracruz de Ignacio de la Llave en el sureste de México.

## Localización
A 27 kilómetros al sursudoeste de la ciudad de Minatitlán, se encuentra localizada en el istmo de Tehuantepec. En la riviera del río Coatzacoalcos. Con coordenadas geográficas 17° 46′ N y 94°39′ O.

## Población
En 1990 tenía 3.738 habitantes y para 2010 ya contaba con 3.980 habitantes.

## Economía local
Se caracteriza por el cultivo de fruta de la región además de su producción ganadera. Otras de las fuentes de ingresos económicos es la pesca. Recientemente fueron encontrados algunos pozos petroleros en la ribera por lo que las compañías petroleras comenzaron a entrar al municipio para tratar las reservas de petróleo. En Hidalgotitlán se encuentra gran producción de hule y otros productos diversos.

## Comunicaciones
Las vías de comunicación que la enlazan con el resto del estado no son muy buenas. La carretera principal se encuentra a partir de la ciudad de Minatitlán, Veracruz.